# Дубово (Приднестровье)
Ду́бово — село в Дубоссарском районе непризнанной Приднестровской Молдавской Республики. Административный центр Дубовского сельсовета, куда кроме села Дубово также входит село Новые Гояны. Между сёлами находится живописное урочище Богатое.
Село Дубово основано в начале XVI века. Храмовый праздник села празднуется 21 сентября.
Население села Дубово — 518 человек (2011), в селе Новые Гояны проживает 117 человек (2011).
По территории Дубовского сельсовета проходит международная автомобильная трасса М-21 Волгоград—Бухарест.
В селе работают: молдавская школа (на кириллической графике; открыта была в 1910 году), детский сад «Гвоздика», отделение сберегательного банка ПМР, узел связи, дом культуры, фельдшерско-акушерский пункт.